# Saint-Georges-Antignac
Pour les articles homonymes, voir Saint-Georges et Antignac.
Ne doit pas être confondu avec Antignac.
Saint-Georges-Antignac est une commune du sud-ouest de la France, située dans le département de la Charente-Maritime (région Nouvelle-Aquitaine).
Ses habitants sont appelés les Saint-Georgiens et les Saint-Georgiennes.

## Géographie
La commune de Saint-Georges-Antignac se situe dans le sud du département de la Charente-Maritime, en région Nouvelle-Aquitaine, dans l'ancienne province de Saintonge. Appartenant au midi de la France — on parle plus précisément de « midi atlantique », au cœur de l'arc atlantique, elle peut être rattachée à deux grands ensembles géographiques, le Grand Ouest français et le Grand Sud-Ouest français.

### Communes limitrophes
| Saint-Grégoire-d'Ardennes | Marignac               |                           |
| Mosnac                    | Saint-Georges-Antignac | Clam                      |
| Clion                     | Lussac                 | Saint-Germain-de-Lusignan |

## Urbanisme

### Typologie
Au 1er janvier 2024, Saint-Georges-Antignac est catégorisée commune rurale à habitat dispersé, selon la nouvelle grille communale de densité à 7 niveaux définie par l'Insee en 2022.
Elle est située hors unité urbaine. Par ailleurs la commune fait partie de l'aire d'attraction de Jonzac, dont elle est une commune de la couronne,. Cette aire, qui regroupe 35 communes, est catégorisée dans les aires de moins de 50 000 habitants,.

### Occupation des sols
L'occupation des sols de la commune, telle qu'elle ressort de la base de données européenne d’occupation biophysique des sols Corine Land Cover (CLC), est marquée par l'importance des territoires agricoles (73,5 % en 2018), en augmentation par rapport à 1990 (71,9 %). La répartition détaillée en 2018 est la suivante : 
zones agricoles hétérogènes (44 %), forêts (26,5 %), cultures permanentes (16,2 %), terres arables (13,3 %). L'évolution de l’occupation des sols de la commune et de ses infrastructures peut être observée sur les différentes représentations cartographiques du territoire : la carte de Cassini (XVIIIe siècle), la carte d'état-major (1820-1866) et les cartes ou photos aériennes de l'IGN pour la période actuelle (1950 à aujourd'hui).

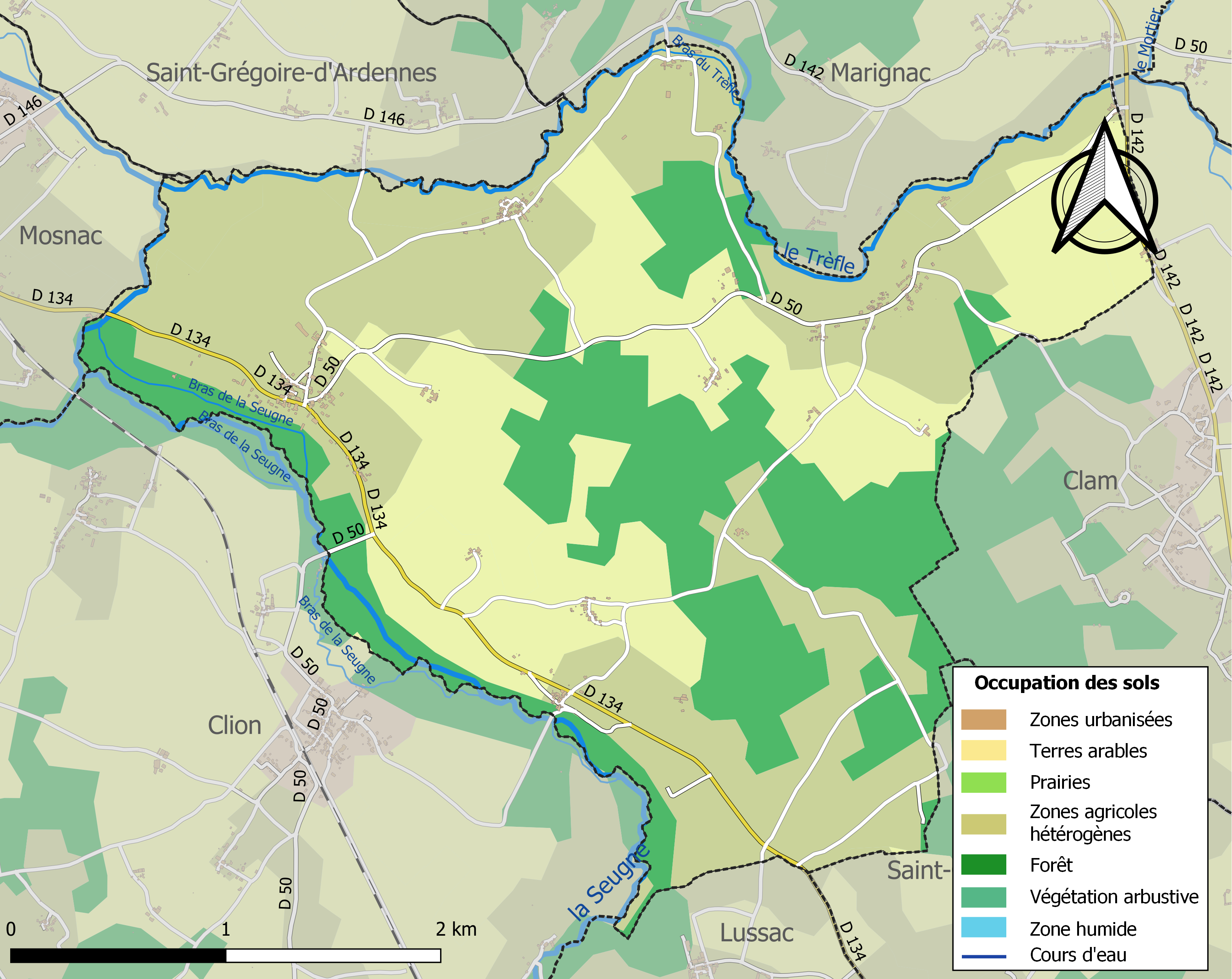
Carte des infrastructures et de l'occupation des sols de la commune en 2018 (CLC).

### Risques majeurs
Le territoire de la commune de Saint-Georges-Antignac est vulnérable à différents aléas naturels : météorologiques (tempête, orage, neige, grand froid, canicule ou sécheresse), inondations, mouvements de terrains et séisme (sismicité faible). Il est également exposé à un risque technologique,  le transport de matières dangereuses. Un site publié par le BRGM permet d'évaluer simplement et rapidement les risques d'un bien localisé soit par son adresse soit par le numéro de sa parcelle.

#### Risques naturels
Certaines parties du territoire communal sont susceptibles d’être affectées par le risque d’inondation par débordement de cours d'eau, notamment le Trèfle et la Seugne. La commune a été reconnue en état de catastrophe naturelle au titre des dommages causés par les inondations et coulées de boue survenues en 1982, 1983, 1986, 1993, 1999 et 2010,.

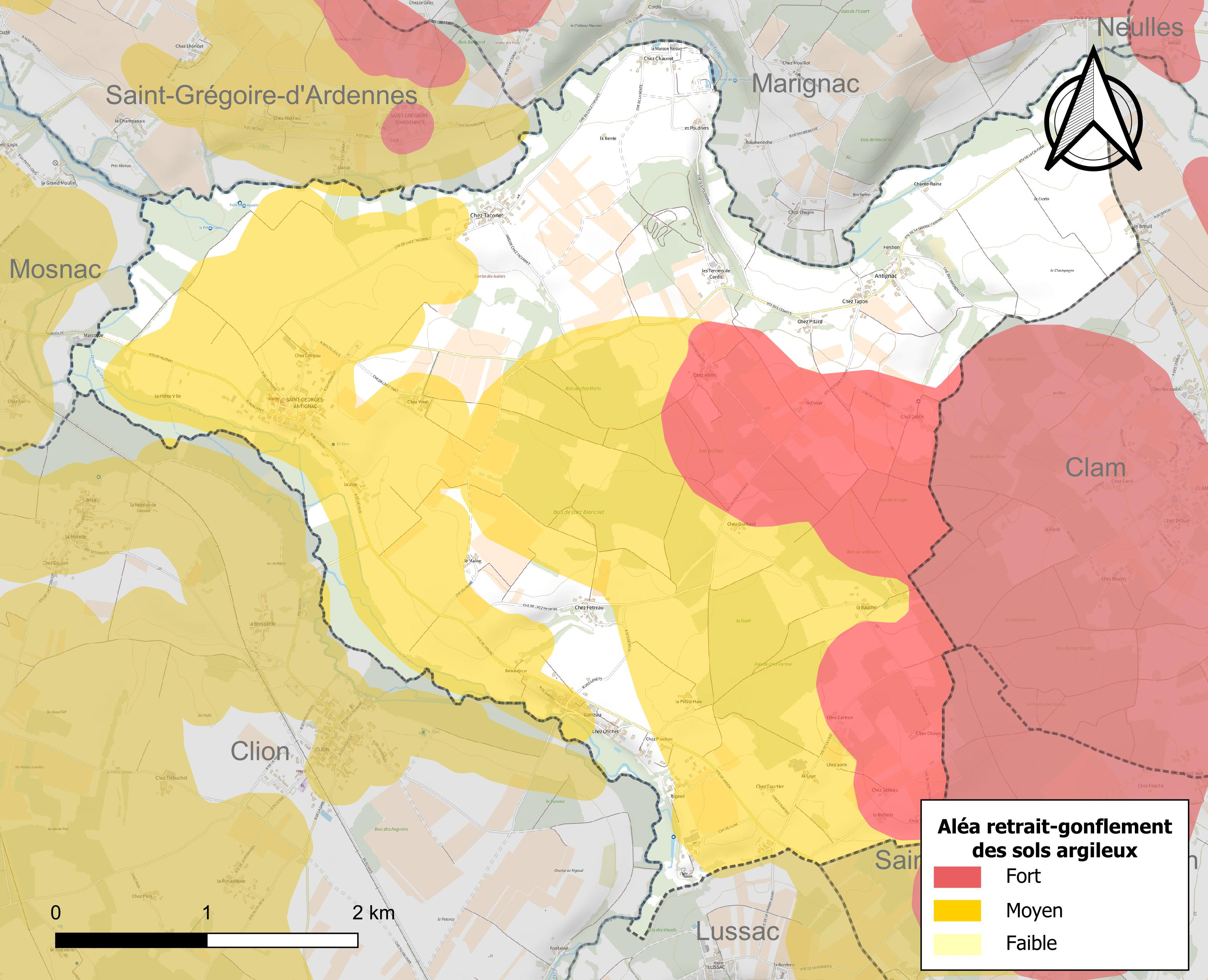
Carte des zones d'aléa retrait-gonflement des sols argileux de Saint-Georges-Antignac.

Les mouvements de terrains susceptibles de se produire sur la commune sont des tassements différentiels.
Le retrait-gonflement des sols argileux est susceptible d'engendrer des dommages importants aux bâtiments en cas d’alternance de périodes de sécheresse et de pluie. 61,9 % de la superficie communale est en aléa moyen ou fort (54,2 % au niveau départemental et 48,5 % au niveau national). Sur les 241 bâtiments dénombrés sur la commune en 2019,  127 sont en aléa moyen ou fort, soit 53 %, à comparer aux 57 % au niveau départemental et 54 % au niveau national. Une cartographie de l'exposition du territoire national au retrait gonflement des sols argileux est disponible sur le site du BRGM,.
Par ailleurs, afin de mieux appréhender le risque d’affaissement de terrain, l'inventaire national des cavités souterraines permet de localiser celles situées sur la commune.
Concernant les mouvements de terrains, la commune a été reconnue en état de catastrophe naturelle au titre des dommages causés par des mouvements de terrain en 1983, 1999 et 2010.

#### Risques technologiques
Le risque de transport de matières dangereuses sur la commune est lié à sa traversée par une ou des infrastructures routières ou ferroviaires importantes ou la présence d'une canalisation de transport d'hydrocarbures. Un accident se produisant sur de telles infrastructures est susceptible d’avoir des effets graves sur les biens, les personnes ou l'environnement, selon la nature du matériau transporté. Des dispositions d’urbanisme peuvent être préconisées en conséquence.

## Toponymie
Selon Ernest Nègre, Antignac a pour origine le nom de propriétaire gallo-romain Antenius, auquel a été apposé le suffixe -acum. Il en est de même pour Saint-Georges-de-Cubillac, dont la paroisse avait pris le patronage de saint Georges, et dont l'origine est celui d'un nom de propriétaire gallo-romain, suivi du acum.
Sous la Révolution, la commune portait le nom de Georges de Cubillac.
Par arrêté préfectoral du 21 décembre 1973 prenant effet le 1er janvier 1974, la commune d’Antignac s'associe à Saint-Georges-de-Cubillac. La nouvelle entité se nomme Saint-Georges-Antignac.
L'arrêté préfectoral du 18 juin 2003 prenant effet le 1er janvier 2004 transforme cette association en fusion pure et simple.
Homonymie de l'élément Antignac avec plusieurs Antignac de langue d'oc et Antigny de langue d'oïl.

## Administration

### Liste des maires
| Période                                  | Période      | Identité          | Étiquette | Qualité                                                                        |
| ---------------------------------------- | ------------ | ----------------- | --------- | ------------------------------------------------------------------------------ |
| 2001                                     | 2014         | Roland Fedon      | SE        | Entrepreneur de travaux agricoles, formateur phytotechnicien en lycée agricole |
| 2014                                     | Janvier 2017 | Françoise Cayuela | SE        | Retraitée                                                                      |
| Janvier 2017                             | en cours     | Christian Huillin | SE        | Retraité                                                                       |
| Les données manquantes sont à compléter. |              |                   |           |                                                                                |

### Région
À la suite de la mise en application de la réforme administrative de 2014 ramenant le nombre de régions de France métropolitaine de 22 à 13, la commune appartient depuis le 1er janvier 2016 à la région Nouvelle-Aquitaine, dont la capitale est Bordeaux. De 1972 au 31 décembre 2015, elle a appartenu à la région Poitou-Charentes, dont le chef-lieu était Poitiers.

## Population et société

### Démographie

#### Évolution démographique
L'évolution du nombre d'habitants est connue à travers les recensements de la population effectués dans la commune depuis 1793. Pour les communes de moins de 10 000 habitants, une enquête de recensement portant sur toute la population est réalisée tous les cinq ans, les populations de référence des années intermédiaires étant quant à elles estimées par interpolation ou extrapolation. Pour la commune, le premier recensement exhaustif entrant dans le cadre du nouveau dispositif a été réalisé en 2007.

En 2022, la commune comptait 407 habitants, en évolution de +7,11 % par rapport à 2016 (Charente-Maritime : +4,04 %, France hors Mayotte : +2,11 %).
| 1793 | 1800 | 1806 | 1821 | 1831 | 1836 | 1841 | 1846 | 1851 |
| ---- | ---- | ---- | ---- | ---- | ---- | ---- | ---- | ---- |
| 510  | 471  | 449  | 414  | 527  | 510  | 553  | 527  | 524  |

| 1856 | 1861 | 1866 | 1872 | 1876 | 1881 | 1886 | 1891 | 1896 |
| ---- | ---- | ---- | ---- | ---- | ---- | ---- | ---- | ---- |
| 524  | 503  | 477  | 432  | 439  | 440  | 421  | 407  | 380  |

| 1901 | 1906 | 1911 | 1921 | 1926 | 1931 | 1936 | 1946 | 1954 |
| ---- | ---- | ---- | ---- | ---- | ---- | ---- | ---- | ---- |
| 376  | 385  | 372  | 354  | 359  | 337  | 305  | 335  | 336  |

| 1962 | 1968 | 1975 | 1982 | 1990 | 1999 | 2006 | 2007 | 2012 |
| ---- | ---- | ---- | ---- | ---- | ---- | ---- | ---- | ---- |
| 350  | 357  | 391  | 337  | 344  | 375  | 406  | 410  | 384  |

| 2017 | 2022 | - | - | - | - | - | - | - |
| ---- | ---- | - | - | - | - | - | - | - |
| 379  | 407  | - | - | - | - | - | - | - |

## Lieux et monuments

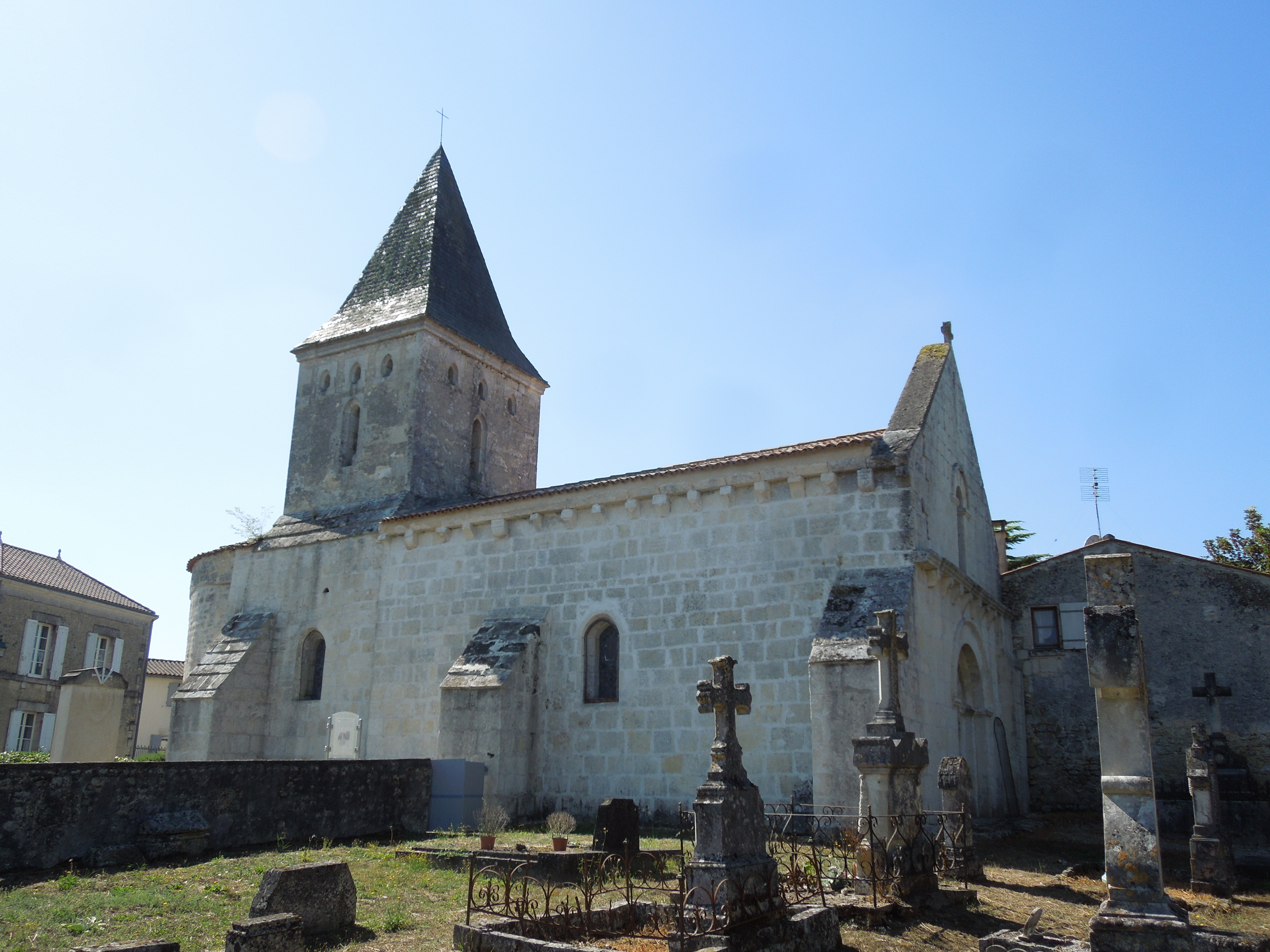
Église d'Antignac
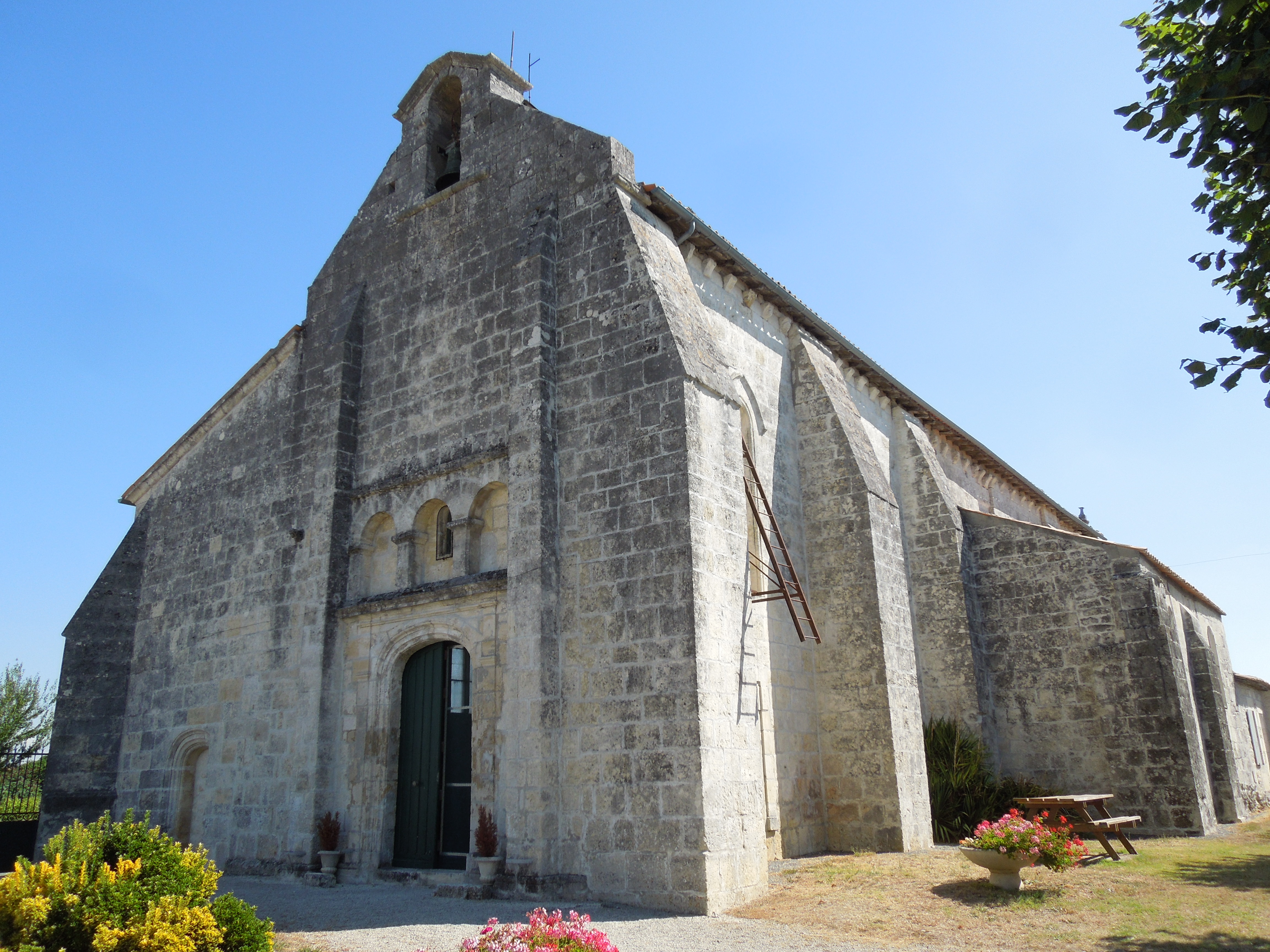
Église Saint-Georges-de-Cubillac
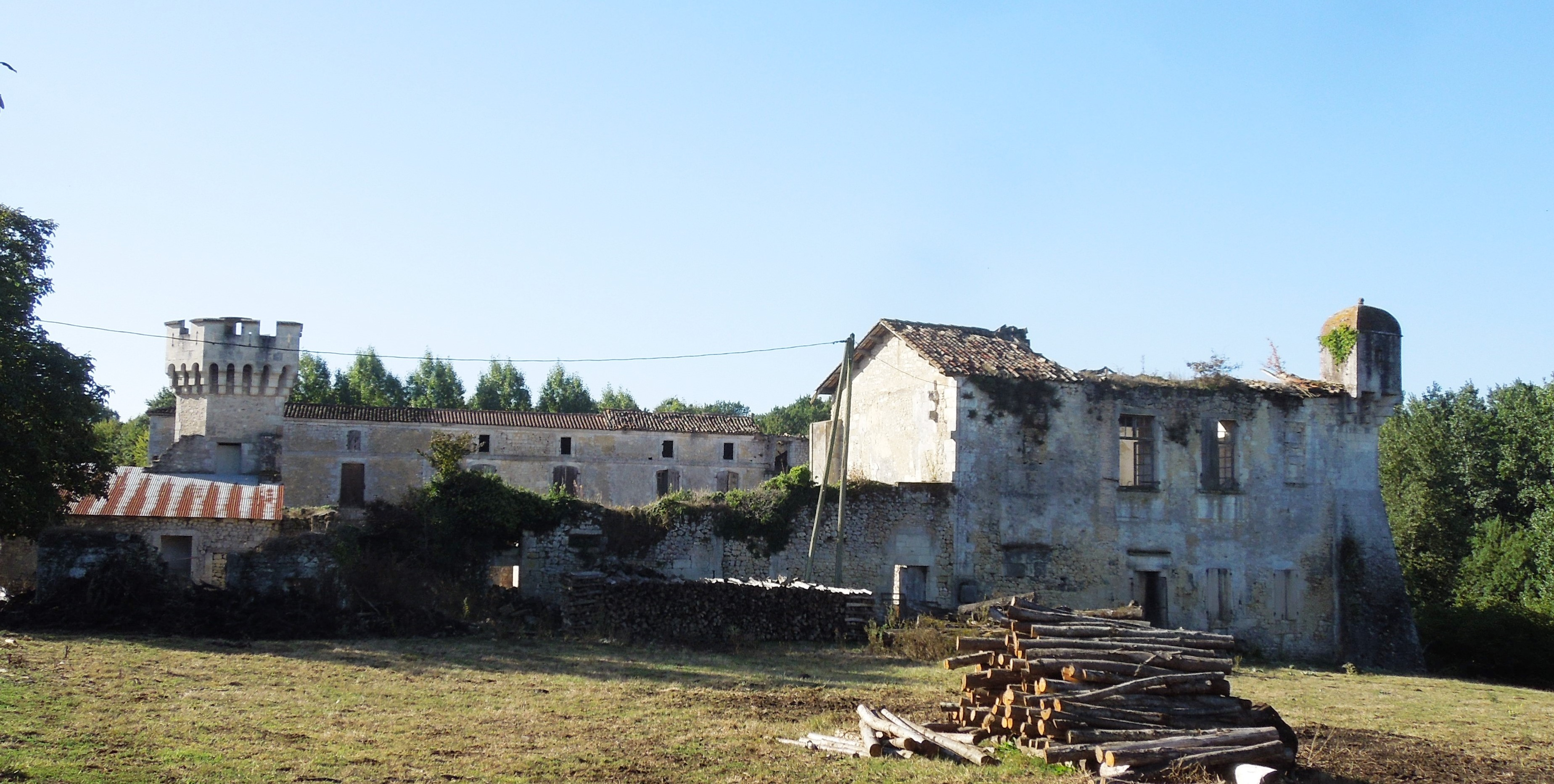
Château de Clam
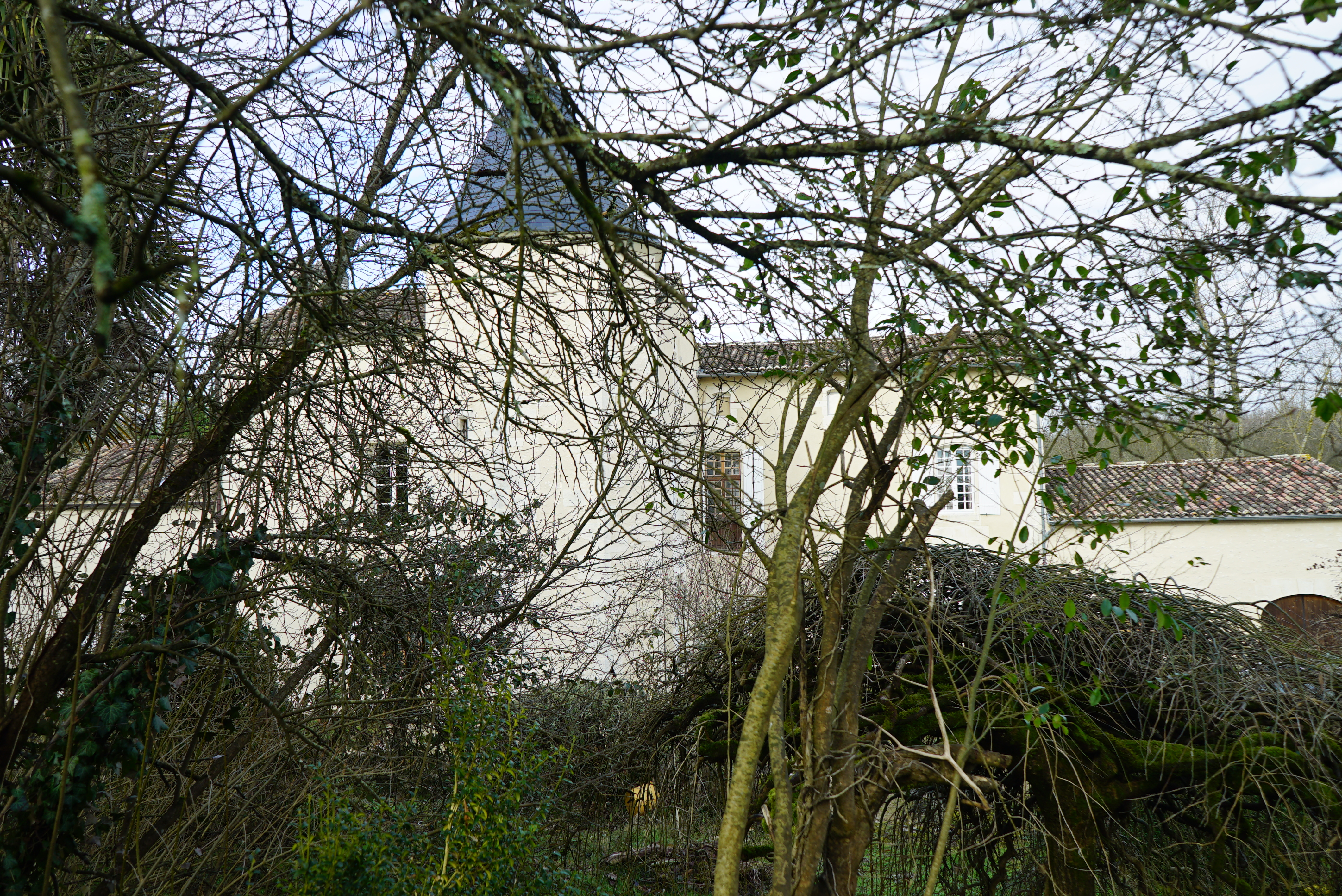
Château d'Antignac
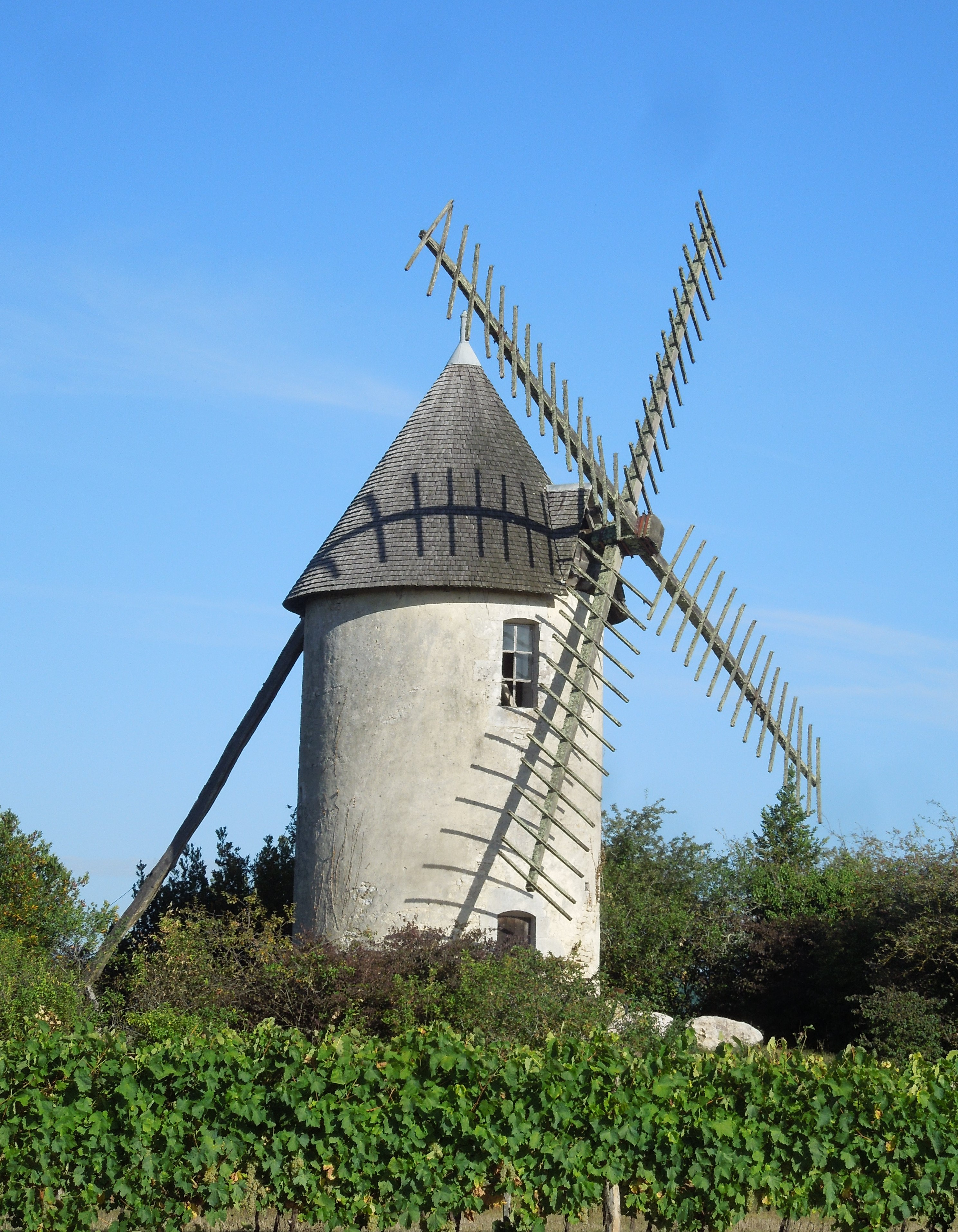
Moulin de Garrau

- Église d'Antignac
- Église Saint-Georges-de-Cubillac
- Château de Clam
- Château d'Antignac
- Moulin de Garrau

## Personnalités liées à la commune
- Kieron Moore (1924-2007), acteur irlandais.